# Layne Staley
Layne Thomas Staley (Bellevue, 1967. augusztus 22. –‎ Seattle, 2002. április 5.) amerikai zenész, énekes, dalszerző, aki az Alice in Chains énekeseként vált világhírűvé. Az Alice in Chainst Jerry Cantrell-lel alapították 1987-ben, Seattle-ben. Az együttes a 90-es évek elején a grunge-mozgalom egyik legsikeresebb formációjává vált, ami nagyban köszönhető volt Staley egyedi, utánozhatatlan hangjának és dalszövegeinek. A Mad Season nevű supergroup tagja is volt.
Staley egész karrierje során küzdött a depressziójával és a heroinnal. Utóbbival való függősége odáig fajult, hogy 1996-ra képtelen volt fellépni. Eltűnt a médiából, barátaival, zenésztársaival is megszakította a kapcsolatot. 2002. április 5-én találtak rá a lakásán, holtan.

## A szétesés és Layne Staley halála (1998-2002)
Cantrell mindenáron együtt akarta tartani az együttest, ezért tartotta a kapcsolatot Staley-vel, de az világossá vált számára is, hogy Staley egészségi állapota egyelőre nem teszi lehetővé a közös munkát. Cantrell elkezdett dolgozni egy szólóprojekten, eredménye az 1998-ban kiadott Boggy Depot c. album. Ez a kiadvány akár egy "elveszett" AIC-albumként is értelmezhető, mivel Mike Inez és Sean Kinney is közreműködik rajta.
1998-ban Staley utoljára játszott a csapattal, és két új számot vettek fel (Get Born Again, Died). Ezeket az 1998 őszén kiadott Music Bank címet viselő box set tartalmazza, további 46 szám mellett, melyek között ritkaságok és régi demók is találhatók. A következő évben megjelent a Nothing Safe: Best of the Box c. lemez is, rajta 15 számmal (köztük két új dallal). 2000-ben Live címmel egy koncertalbumot adtak ki. Ezt 2001-ben követte a Greatest Hits album, egy időre lezárva az AIC-albumok sorát.
Bár az együttes hivatalosan soha nem oszlott fel, Staley-t még mélyebb depresszióba sodorta a barátnője elvesztése (1996, fertőzés). Ezután szinte teljesen elszigetelte magát a külvilágtól, csak ritkán hagyta el seattle-i házát. A remény, hogy az Alice in Chains egyszer még újra együtt játszhat, 2002. április 20-án végleg szertefoszlott: Layne Staley holttestét ezen a napon találták meg házában. A halál oka szívroham volt a heroin-kokain keverékének (speedball) belövése miatt. A halál időpontját április 5-ében állapították meg. Pontosan nyolc évvel azelőtt, ugyanezen a napon halt meg Kurt Cobain, a Nirvana frontembere. Sőt, Staley és Cobain egyszer egy rehabilitációs központban egy szobában laktak, mindkettejük heroinfüggő volt. Azonban nem sokat beszélgettek, mert ugyebár Kurt rühellte a grunge-ot…
Layne Staley halála megrázta a rockvilágot, többen dalt írtak az énekes tiszteletére, mint például Eddie Vedder (Pearl Jam) vagy a Staind (14 Shades of Grey album, "Layne" c. dal). Cantrellt sokkolta barátja halálhíre, második szólóalbumával (Degradation Trip, Vol 1&2, 2002) Staley emlékének adózott. Az albumon egyébként Mike Bordin dobol (Faith No More, ex-Ozzy), és Robert Trujillo basszusgitározik (ex-Suicidal Tendencies, ex-Ozzy, Metallica). Bár a lemez néhány száma tényleg Staley-ről szól ("Thinking 'bout my dead friends whose voices ring on"), az album már április 20. előtt elkészült.
Layne Stanley kivételes “húzású”, igazi frontember volt. Tragikus alkata, habitusa magában hordozta azt a bizonyos fátumot, amely akár a grunge fő hangulati vonásának is tekinthető.
Halála óta a legnagyobb sztárok közül többen is (pl. Phil Anselmo és erős tájszólásával még James Hetfield is) próbálkoztak egyszeri happening jelleggel beszállni a zenekarba egy-egy szám erejéig, de ezek a próbálkozások nem voltak túl átütőek: mindössze azt tették nyilvánvalóvá, hogy az Alice in Chains-dalokat senki más nem tudja hitelesen tolmácsolni. Staley személye egyértelműen pótolhatatlan.